# 이사벨 디아즈 아유소

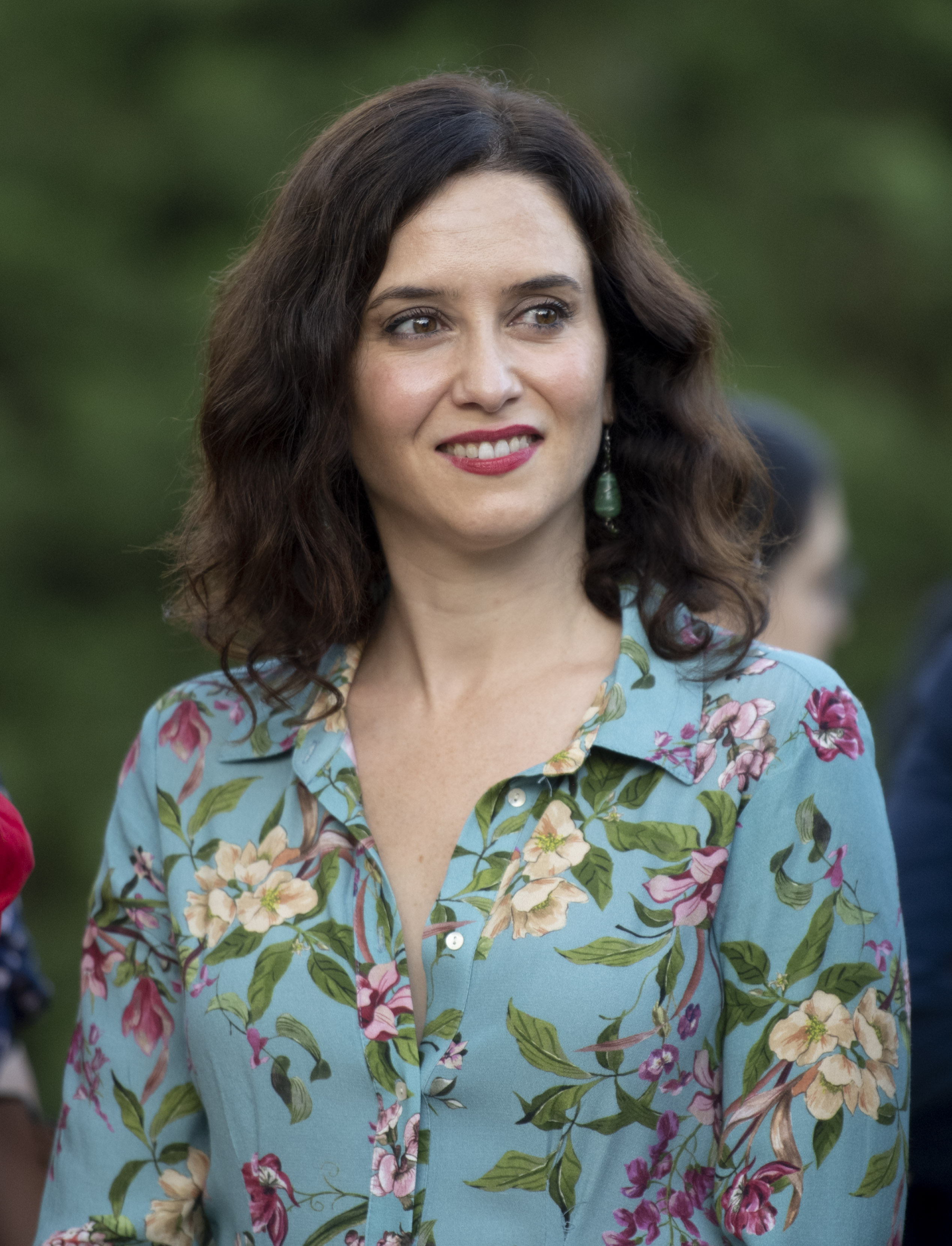

이사벨 디아즈 아유소(Isabel Díaz Ayuso, 본명: Isabel Natividad Díaz Ayuso, 스페인어 발음: [isaˈβel ˈdi.aθ aˈʝuso], 1978년 10월 17일 ~ )는 스페인의 정치인이자 언론인으로 2019년부터 마드리드 공동체 의장을 맡고 있다. 마드리드의 공동체 국민당 의장이다.
국민당 (스페인) 의원이자 당 마드리레니안 지부 대변인이자 통신부 차관으로서 2019년 마드리레니안 자치 선거를 앞두고 마드리드 자치단체장 지역 후보로 출마했다. 그녀가 소속된 정당은 1991년 5월 이후 처음으로 자치 선거에서 패했지만 나중에 마드리드 의회에서 대통령으로 선출되었다. 아유소의 행정부는 여러 가지 최초의 성과를 거두었다. 아유소의 보수적인 국민당(PP)과 시민으로 구성된 연립 정부가 이 지역을 운영한 것은 이번이 처음이었고, Vox (정당)가 마드리드에서 자율적인 행정부를 지지한 것도 처음이었다.